# Мамшит
Мамшит (іврит: ממשית) — набатайське місто Мемпіс або Мемфіс (давньогрецький: Μέμφις). У період Набатеї, Мамшит був важливою торговельною станцією, що йде від гори Ідуман, через Арабах і Маале Акрабім, а також до Беер-Шеви або Хеврону та Єрусалиму. Місто займає 10 акрів (40 000 м²) і є найменшим, але найкраще реставрованим містом у пустелі Негев. Колишні розкішні будинки мають незвичайну архітектуру, не маючи еквівалента в жодному іншому місті Набатеї.

## Історія
Мамшит був заснований в I столітті до н. е. і, окрім транзитного пункту, був і сільськогосподарським центром Набатейського царства, завдяки розвинутій системі зрошення.
Місто бурхливо розвивалося до кінця III століття н. е., коли торгівля між Індією та Римом стала розвиватися нижчими темпами, ніж у минулі століття. До бід Мамшита відбулись і декілька великих землетрусів. Те, що залишилось від квітучого Мамшита, було завойовано арабами 634 р. і місто занепало.
У 2005 році, рішенням ЮНЕСКО, Мамшит, як і вся ділянка «шляху пахошів» на території Ізраїлю, було внесено до списку об'єктів Світової спадщини ЮНЕСКО в Азії.

## Письмові джерела
Найранніша згадка про Mampsis походить від «Географії» Птолемея, який перераховує її як одне з міст Адумей, розташоване на західному березі річки Йордан. За словами Євсевія (Onom., 8,8), у день маршу з Мампсіса, вздовж траси, що веде від Хеврону до Елата, знаходилося біблійне село Тамара (Тамара) з гарнізоном. Далі присутні згадки у візантійських джерелах. У папірусі Ніккани, Mampsis входить до списку як місто, що сплачує помірні податки. Ранньоарабські написи показують, що місто завоювали араби в початковий період розширення їхніх територій.

## Археологічні розкопки

#### Археологічні експедиції
У 1838 році Едвард Робінсон, на підставі досліджень через бінокль, описав Мамшит як місто безлічі руїн, з якого виглядають залишки священних об'єктів і державних установ. Думка Едварда Палмера, який трохи пізніше відвідував місто, не відрізнялася від опису свого попередника.
У 1902 році Алоїс Музила першим намалював план, вказуючи на міську стіну і знайшов дві церкви та кілька будівель. У 1914 році Леонард Вуллі та Томас Едвард Лоуренс виклав новий план — менш детальний за план Музила, але той містив схему водопостачання. Джон Генріх Іліф, в 1934 р. знайшов артефакти від набатейских і ранніх римських періодів у місті. Три роки по тому, під час експедиції Філіп Ланґстефе і Джорджа Кірк, підготовлено детальний план міста й виявлено поховання, два з яких були досліджені в роки 1965—1967 Авраамом Негева від імені Єврейського університету. Під час чергової експедиції Негєви в 1971—1972 і 1990 роках була досліджена значна частина міста.

#### Розкопки
Найдавнішими руїнами Мампіса датуються першим століттям нашої ери. Було знайдено набатейську та ранньоримську кераміку. В одній із могил були виявлені набатейські судна та монети від 74 року. Долина проходила через центр міста, розділивши її на дві частини. У західній частині, на невеликому пагорбі, був акрополь. Пласка зона, що оточувала місто з півночі і північного заходу, була поділена на укріплення, які мали стати бар'єром від кочових племен. На території площею близько 5 гектарів місто було тільки на одній вулиці, будівлі не були компактними. Будинки були великими спорудами з двома або трьома поверхами, найбільші з яких займали площу 2000 м². Міцна твердиня, побудована на площі з 10 метрів, має спостережну башту та караван-сарай, розташовану за межами міських стін. Одна з будівель цього періоду — так званий палац. Вхід в нього був розташований на південній стороні та приводив до вестибюля розмірами 6 × 2,8 м. На західній стороні, що прилягає до нього сторожовій вежі та оборонної вежі. З вестибюля ішов двір з розмірами 13 × 8,5 м від східного двору, оточеного вітальнею, бібліотекою, кухнею, кімнатами для прислуг і двох складів, із заходу — підсобні приміщення, з півночі — житлові квартири.
У тому ж столітті в місті була створена своя структура водопостачання на основі римської. Вода протікала до відкритих водоймищ, звідки вона транспортувалася до кам'янистих цистерн. Її надлишок зберігався в водоймищі 18 × 10 × 3 м, покритому аркадами, і об'ємом близько 400 м³.
У пізньонабатейський період (друга половина другого століття) знайдено капітель, декоративна й архітектурна кладка виробленою обробкою по діагоналі. Будинки будувалися як свого роду фортеці. Їх центральна частина була внутрішнім двором. Будинки були окремими крилами, спорудженими навколо нього. В будинок вводився один вхід. Фасади будинків не мали вікон та додаткових дверей. Двір був оточений галереєю, що підтримувалася стовпами. Кожне з крил будинку мало власні сходи. У його центрі був стовп зі сходами в ньому. Всі сходи були пов'язані галереями, з яких вони привели до входу в господарські приміщення. Були виявлені стели у формі базиліки на двох будинках. Всередині сараю перебував квадратний двір, стіни мали два вузькі проходи з арковими вікнами, які стали каменем корито. Входи на гору були закриті арковими воротами.
Також виявлено два некрополі поблизу Мамшута. Набатеанське кладовище було розташоване приблизно на кілометр на північ від Мамшута. Знайдене містить 25 (або 20) могил глибиною від 1 до 4 м, покриті надгробки у формі східчастого пірамідиту на квадратній основі. Тільки одна надгробна плита збереглася завдяки тому, що вона впала всередину поховання. На глибину 1,8—2,3 м кожна з могил була заповнений щільно влаштованими каменями. Нижче цього рівня, є порожнина в якій безпосередньо на землі або в мертвої кедрову труну поклав на спину у вертикальному положенні, з головою, оберненою на захід. Іноді тіла померлих були прикрашені напівдорогоцінним камінням. Деякі з них були поховані в могилі Денарія Траяна.
Друге кладовище другого століття розташовувалося на відстані 200 м на північний схід від міста й було призначене для поховання солдатів з римського гарнізону, розміщеного тут. Тіла мертвих креми були спеціально підготовлені кам'яні платформи, на яких скориговано надгробки форми східчастої піраміди або купу каміння.
Два відкриті латинські написи згадують легіонерів, розміщених у цьому місці. У пізньоримські часи Мемпіс був оточений стінами, що містили міський район площею 4 га. З міста виходили два ворота: схід — на головну дорогу, на захід — до водойм. Міський макет не змінився. Один з будинків був заклеєний, а його стіни прикрашені картинами, що зображають геометричні візерунки та сцени з міфології. У під'їзді будинку, під час фарбування кімнат, виявлено скарб, в якому міститься близько 10 500 срібних монет. Наймолодша монета датована 220-річною історією. Візантійські часи представлені руїнами двох церков. Великий знаходився в південно-східній частині міста, малий — на південному заході. Храми, ймовірно, були введені на рубежі 4—5 століть. Точне датування неможливо, тому що жоден з відкритих написів не вказав дату створення храмів.
Обидві церкви являють собою один тип базилік апсиди diakonikon (ризниця) і протез. Східна Церква була тринефна базиліка з розмірами 27,5 × 15 м, з центральним нефом і апсидою завершеного постофиря в проходах. Центральний неф і пресвітер були прикрашені мозаїкою. Дзвіниця є поруч з церквою, вхід якої оточений портиком є з розмірами 18 × 15 м. Західна церква, побудована частково на фундаменті більш раннього набатейського житлового будинку, мала форму тринефової базиліки з розмірами 17,5 × 10 м. Його інтер'єр був прикрашений підлоговими мозаїками, що, крім геометричних мотивів, зображують також квіти, фрукти, пташки та рибу. Західна церква, можливо, згоріла під час арабського вторгнення в середині шостого століття, тому що всередині вона була повна золи. Поруч з цим храмом існував ринок, створений в візантійські часи.

## Галерея

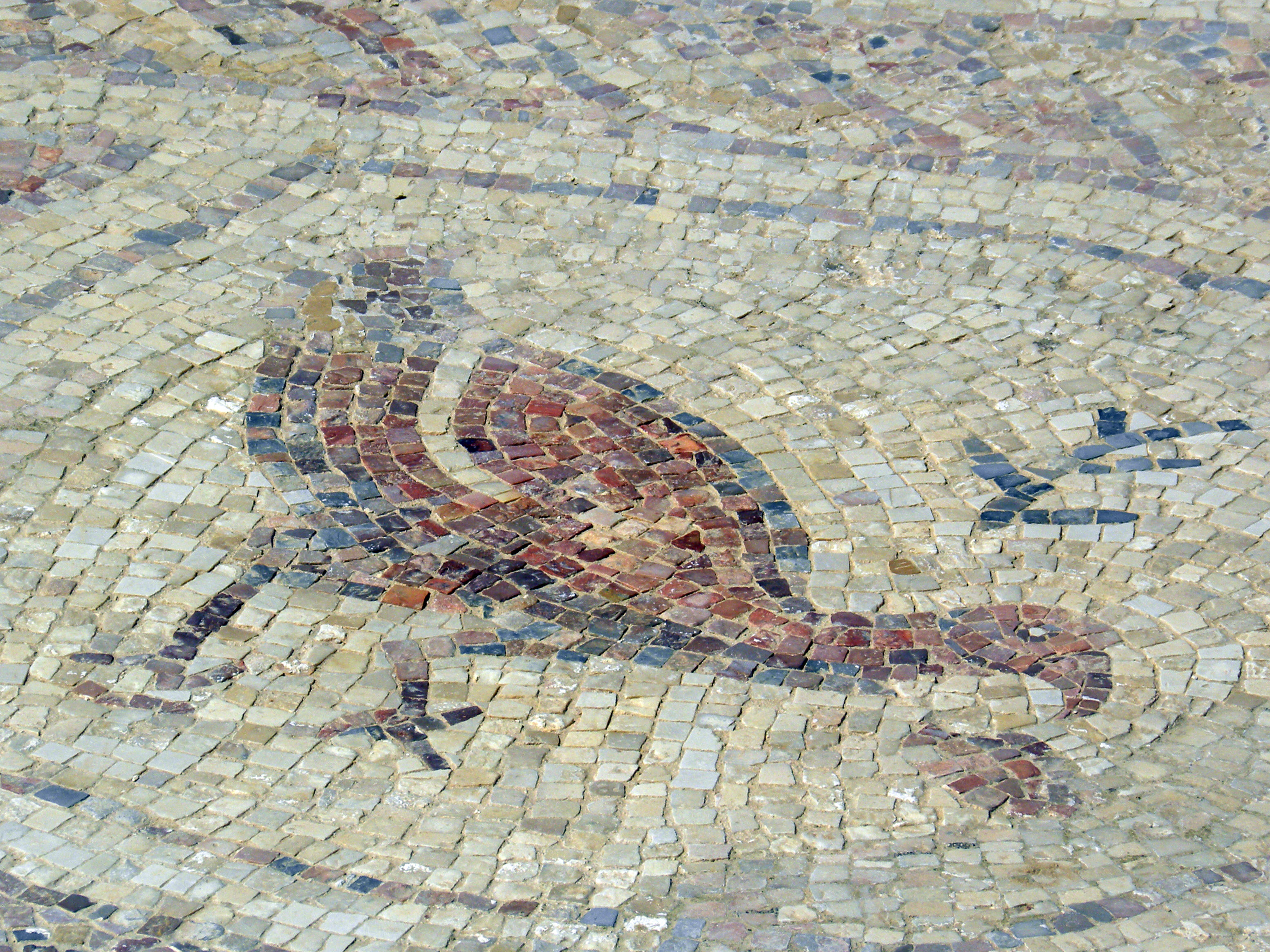
Мозаїчна підлога церкви святого Нілуса, Мамшит
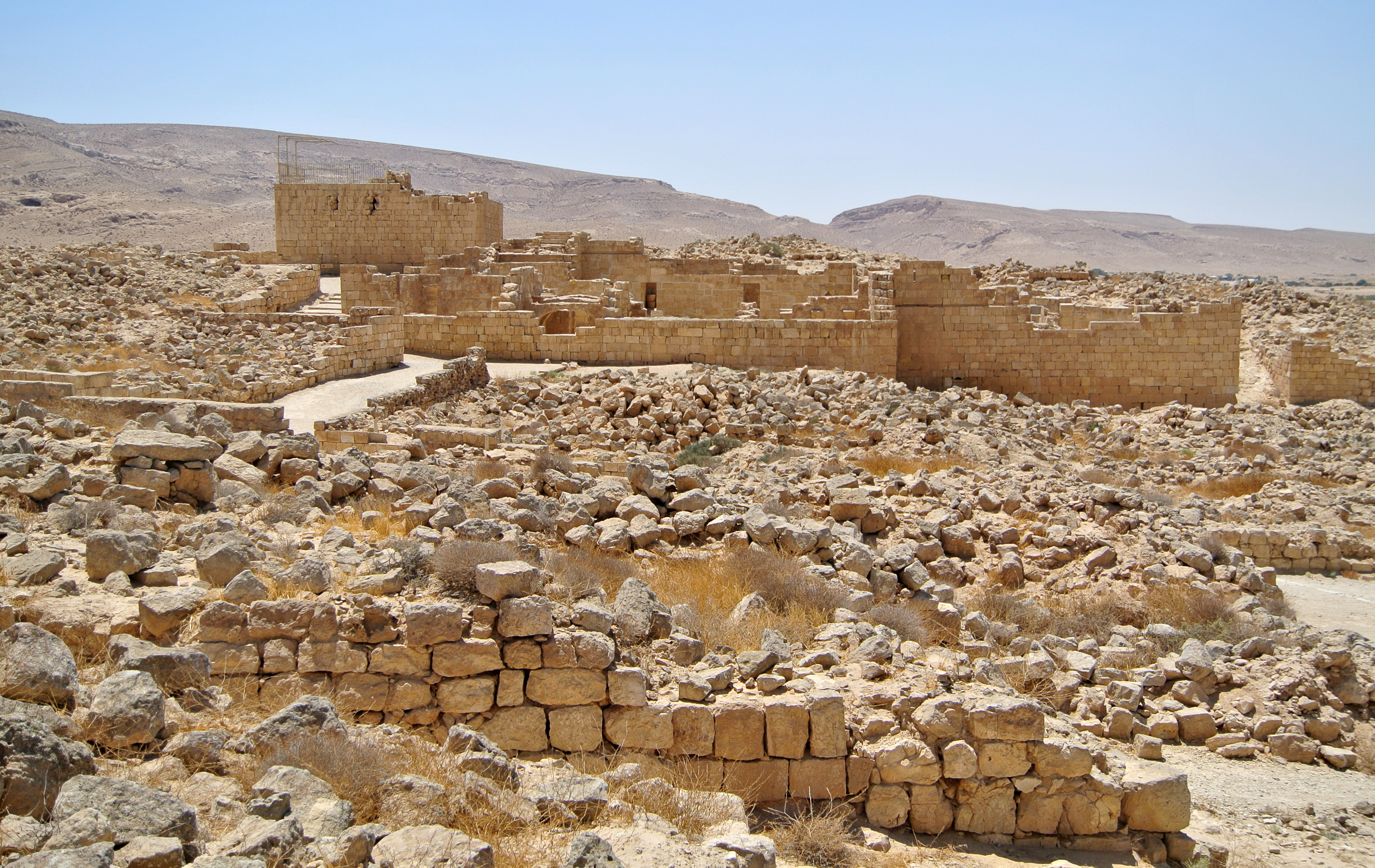
Будинок охорони (ліворуч) головний будинок (праворуч).
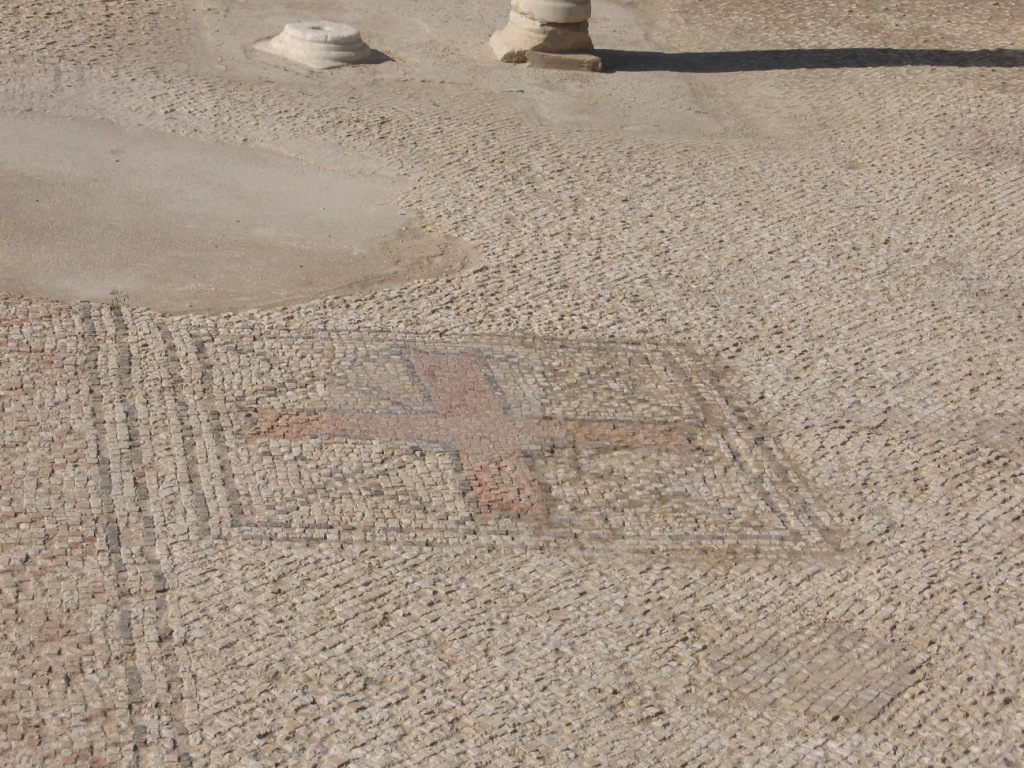
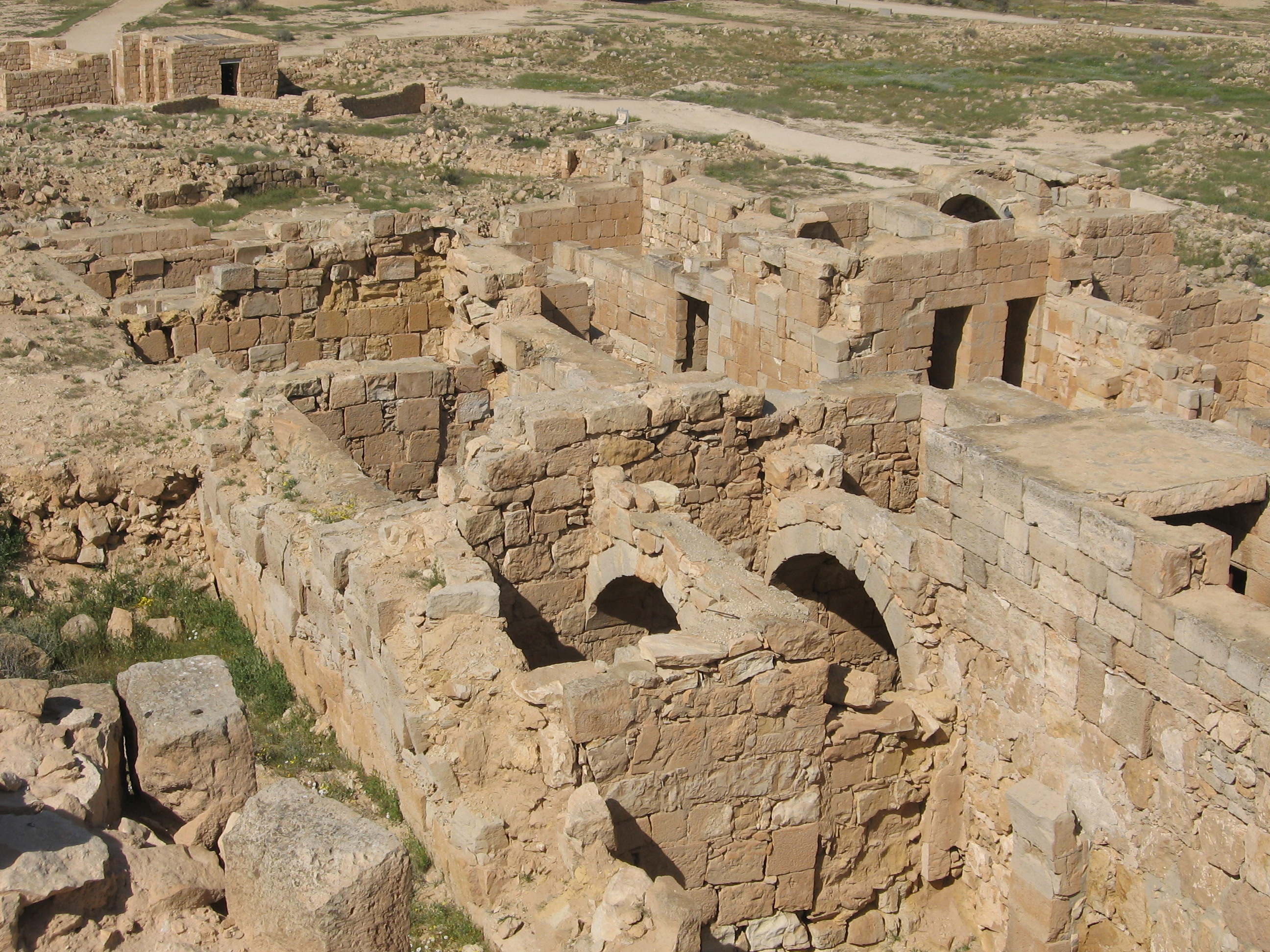

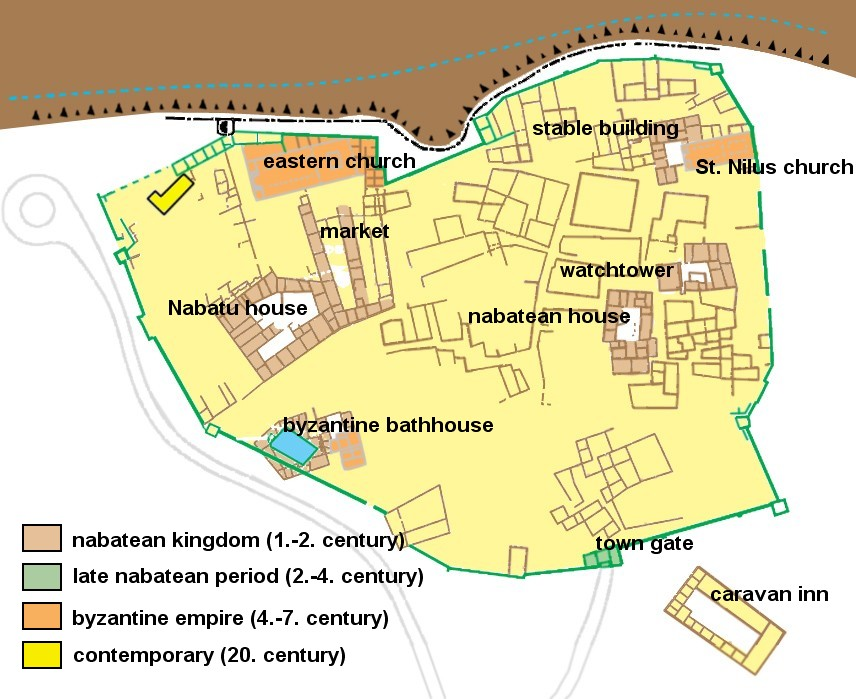
План міста

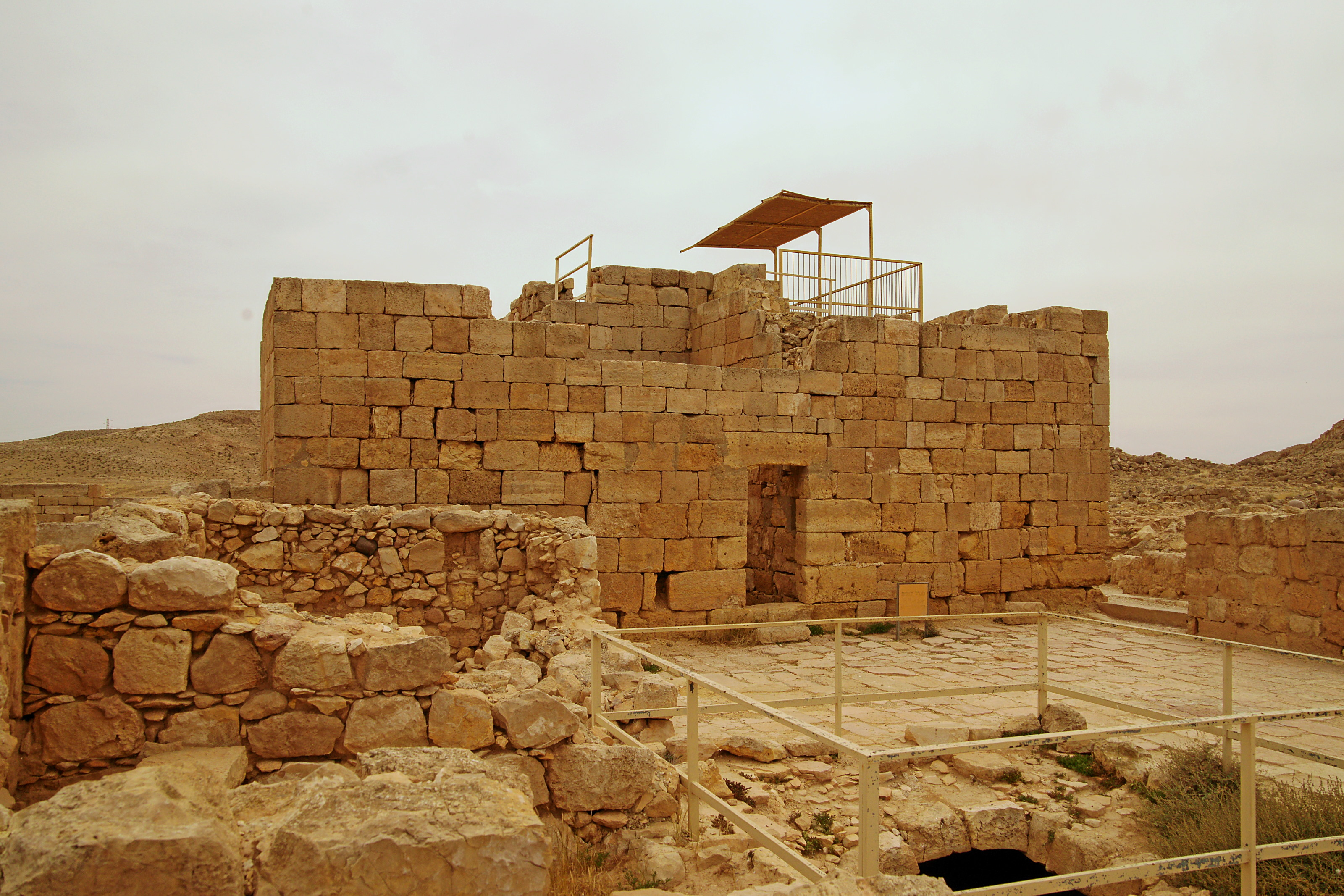
Руїни набатейскої астрономічної вежі

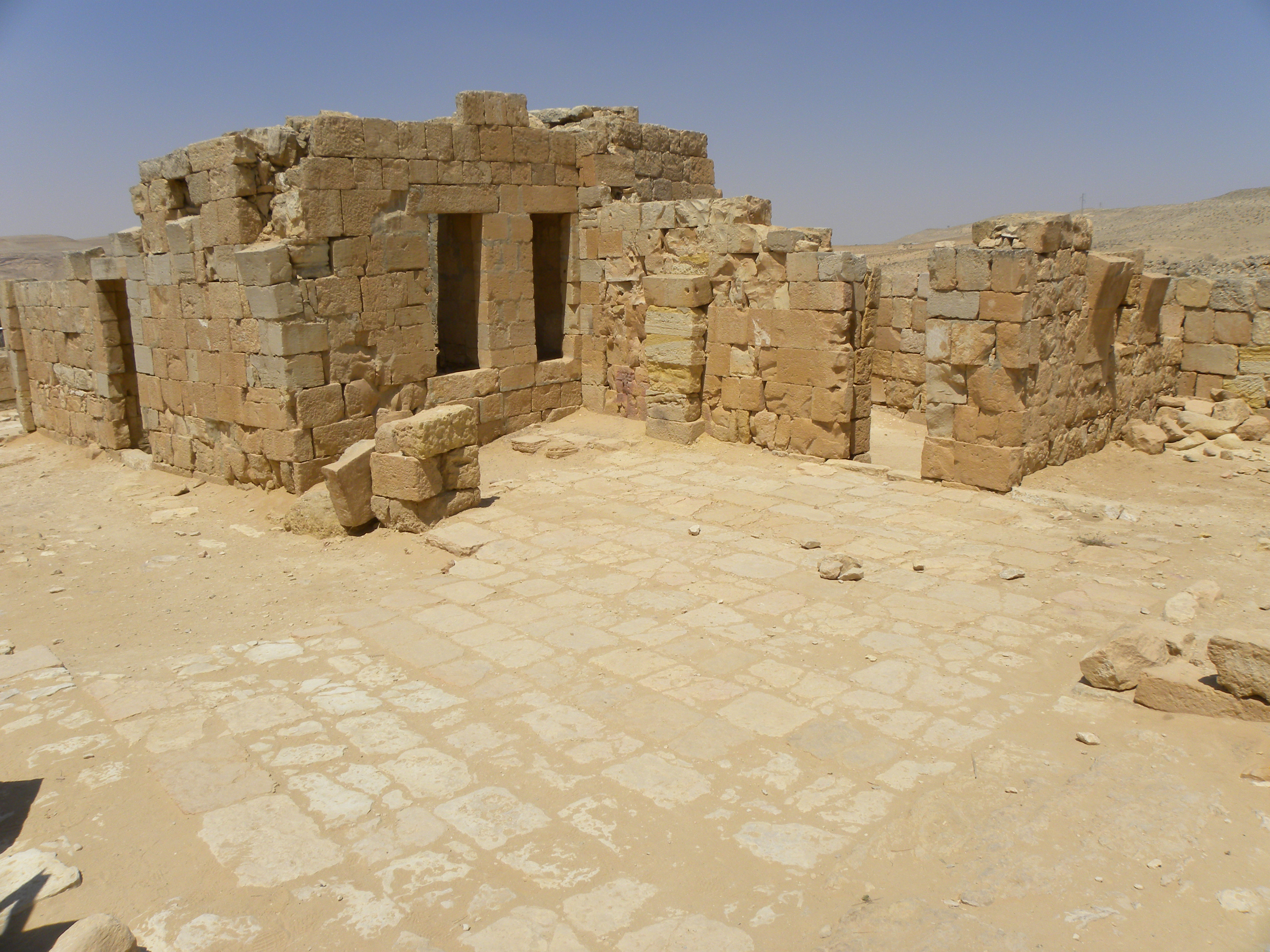
Двір Палацу

.